# Muan
Muan (kor. 무안군, rev. Muangun, MR Muan'gun, deutsch: ‚Muan-Kreis‘) ist ein Landkreis in der Provinz Jeollanam-do in Südkorea. Im Südwesten liegt die Stadt Mokpo, im Westen das Gelbe Meer mit zahlreichen, zum Landkreis Sinan gehörenden Inseln, im Norden liegt der Landkreis Hampyeong, im Osten Naju und im Süden der Landkreis Yeongam.
2005 wurde der Regierungssitz der Provinz aus dem von der Provinz unabhängigen Gwangju hierher in die Ortschaft Namak verlegt. Der internationale Flughafen Muan wurde 2007 fertiggestellt. Er hat den Flughafen in Mokpo ersetzt und soll auch den Flughafen in Gwangju ersetzen.